# Hans Lobitz
Hans Lobitz (* 1938 in Dortmund) ist ein deutscher Schauspieler und Tänzer.

## Leben
Hans Lobitz wurde als Sohn eines Bergmanns und einer Schneiderin geboren. Nach seinem Schulabschluss machte er eine Verwaltungslehre in der Stadtverwaltung. Schon in früher Kindheit entdeckte er das Tanzen für sich, 1957–1958 absolvierte er eine Ballett- und Tanzausbildung am Theater Dortmund. Erich Walter entdeckte sein Talent als Prüfer seiner Abschlussprüfung und holte ihn nach Wuppertal. Weitere Theaterstationen waren München, Wiesbaden, Bremerhaven und Essen. Seine erste Fernsehrolle hatte Lobitz Ende der 1980er Jahre. Größere Bekanntheit im Fernsehen erlangte er mit der Rolle des Ferdi Klamm in der Serie Bruder Esel.
Lobitz wohnt in Berlin.

## Filmografie
- 1986: Bei Thea
- 1992: Die Rachegöttin
- 1995–1996: Bruder Esel (Fernsehserie)
- 1995–1996: Sophie – Schlauer als die Polizei (Fernsehserie)
- 1997: Unter uns (Fernsehserie, mehrere Episoden)
- 1998: Balko (Fernsehserie, 1 Episode)
- 1998: OP ruft Dr. Bruckner (Fernsehserie, 1 Episode)
- 1998–1999: Schloss Einstein (Fernsehserie, mehrere Episoden)
- 1999: Tatort: Tödliches Verlangen
- 1999: Ein starkes Team (Fernsehserie, 1 Episode)
- 1999: Der Preis der Sehnsucht
- 1999: Vermißt: Tödliche Leidenschaft
- 1999: Alarm für Cobra 11 – Die Autobahnpolizei (Fernsehserie, 1 Episode)
- 1999–2000: Gute Zeiten, schlechte Zeiten (Fernsehserie, mehrere Episoden)
- 2000: Balko (Fernsehserie, 1 Episode)
- 2001: Mord im Haus des Herrn
- 2001: Klaras Hochzeit
- 2002: Die Geisel
- 2004: Erste Liebe
- 2004: Marga Engel gibt nicht auf
- 2004: Nikola (Fernsehserie, 1 Episode)
- 2006: Mirella
- 2009: Der Gewaltfrieden